# Вальбур
Вальбур (фр. Walbourg) — коммуна на северо-востоке Франции в регионе Гранд-Эст (бывший Эльзас — Шампань — Арденны — Лотарингия), департамент Нижний Рейн, округ Агно-Висамбур, кантон Рейшсоффен.
Площадь коммуны — 5,33 км², население — 792 человека (2006) с тенденцией к росту: 823 человека (2013), плотность населения — 154,4 чел/км².

## Население
Население коммуны в 2011 году составляло 804 человека, в 2012 году — 829 человек, а в 2013-м — 823 человека.
| 1962 | 1968 | 1975 | 1982 | 1990 | 1999 | 2006 | 2008 | 2011 | 2012 | 2013 |
| ---- | ---- | ---- | ---- | ---- | ---- | ---- | ---- | ---- | ---- | ---- |
| 531  | 539  | 561  | 622  | 707  | 786  | 792  | 785  | 804  | 829  | 823  |

Динамика населения:

## Экономика
В 2010 году из 557 человек трудоспособного возраста (от 15 до 64 лет) 421 были экономически активными, 136 — неактивными (показатель активности 75,6 %, в 1999 году — 74,8 %). Из 421 активных трудоспособных жителей работали 385 человек (204 мужчины и 181 женщина), 36 числились безработными (21 мужчина и 15 женщин). Среди 136 трудоспособных неактивных граждан 66 были учениками либо студентами, 42 — пенсионерами, а ещё 28 — были неактивны в силу других причин.

## Достопримечательности (фотогалерея)

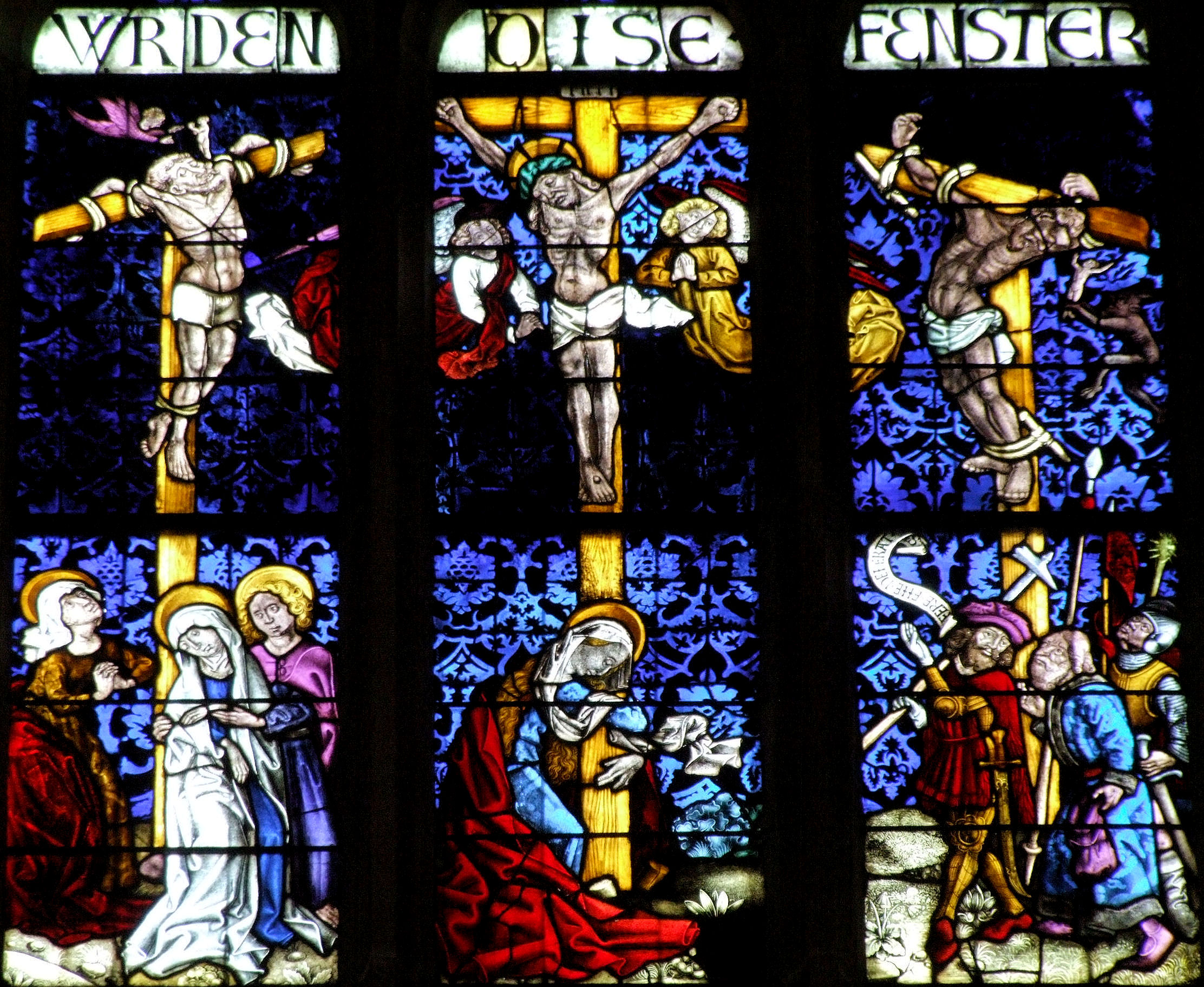
Витраж церкви Сен-Вальбур